# Dhrangadra
Dhrangadra fou un estat tributari protegit a l'agència de Kathiawar, regió de Gujarat, presidència de Bombai. Tenia una superfície de 2958 km² i una població de 99.686 habitants el [1881], de 103.754 el 1891 i de 70.880 el 1901 (a causa de la fam de 1899-1900). El seu port més proper era Dholera fora de l'estat; la capital era Dhrangadra amb una població el 1881 de 12.304 habitants i el 1901 de 14.770; el seu nom derivaria del sànscrit dharang (pedra) i dhara (amo) perquè al lloc hi havia diverses pedreres. Hi havia en total tres municipalitats.
L'estat va signar un tractat amb els britànics el 1807. Dins els petits caps de Kathiawar el de Dhrangadra era considerat noble de primera classe i tenia dret a salutació d'onze canonades. El seu títol era el de raja sahib i era de casta rajput i religió hindu del subclan Jhala del clan Makvana. Pagava un tribut anual entre el govern britànic i el nawab de Junagarh de 4467 lliures. El seu exèrcit estava format per 2.150 homes el 1881 però el 1901 eren 335 homes (75 muntats) més 229 de policia. La successió seguia la regla de primogenitura i el 1881 no tenia sanad autoritzant l'adopció que va obtenir abans de 1901.
La bandera era rectangular dividida en tres franges horitzontals: damunt i sota vermelles i al centre negre; aquesta tenia al mig una linea en zigazaga daurada i al centre un palanquí daurat.
Els Jhala haurien entrat al país molt antigament (segle XI) des del nord, i s'haurien establert primer a Patri a la subdivisió Viramgam del districte d'Ahmedabad; Rhaidharji Vaghoji (+1499) fou el 24è sobirà segons la tradició. Raj Sahib Ajoji Raidharji el successor fou deposat en un cop d'estat pel seu oncle que va proclamar al germà petit Ranoji Raidharji; Ajoji es va posar al servei del maharana de Mewar i un dels seus descendents fou Jhala Mansingh, que va participar en la batalla de Haldighati el 1576 i en recompensa van rebre el jagir de Bari Sadri, que fou el segon càrrec de la cort de Mewar (tres de les 8 thikanes principals de Mewar eren governades per sobirans clan Jhala (Gogunda, Kunadi i Narewar o Delwara). Després es van traslladar a Halwad (Halvad) vers 1735 i finalment a Dhrangadra; la major part del seu territori es creu que fou conquerit pel sultanat de Gujarat però sota Aurangzeb (1658-1707) la subdivisió d'Halwad, llavors anomenada Muhammadnagar, els fou restaurada. D'aquest estat van sorgir diverses branques que van fundar els estats de Limri, Wadhwan, Chura, Sayla, i Than Lakhtar, tots al Kathiawar; la casa de Wankaner també diu ser descendent d'una branca sènior d'aquesta nissaga.

## Llista de sobirans
- Raj Sahib RAIDHARJI VAGHOJI 1486/1499
- Raj Sahib AJOJI RAIDHARJI (Raj Rana Ajja Singh de Bari-Sadri) 1499 (deposat, + 17 de març de 1527)
- Raj Sahib RANOJI RAIDHARJI 1499-1522 (germà)
- Raj Sahib MANSINHJI I RANOJI 1522-1563 (fill)
- Raj Sahib RAISINHJI MANSINHJI 1563-1584 (fill)
- Raj Sahib CHANDRASINHJI RAISINHJI 1584-1628 (fill)
- Raj Sahib ASKARANJI CHANDRASINHJI 1628-1633 (fill, possiblement assassinat pel seu germà i successor)
- Raj Sahib AMARSINHJI CHANDRASINHJI 1633-1644 (germà)
- Raj Sahib MEGHRAJJI II AMARSINHJI 1644-1660
- Raj Sahib GAJSINHJI MEGHRAJJI 1660-1672 (fill)
- Raj Sahib JASWANTSINHJI GAJSINHJI 1672-1717 (fill)
- Raj Sahib PRATAPSINHJI JASWANTSINHJI 1717-1729 (fill)
- Raj Sahib RAISINHJI PRATAPSINHJI 1729-1744 (fill)
- Raj Sahib GAJSINHJI RAISINHJI 1744-1782 (fill)
- Raj Sahib JASHWANTSINHJI GAJSINHJI 1782-1801 (fill)
- Raj Sahib RAISINHJI III JASHWANTSINHJI 1801-1804 (fill)
- Raj Sahib AMARSINHJI RAISINHJI 1804-1843 (fill)
- Raj Sahib RANMALJI AMARSINHJI 1843-1869 (fill + 28 d'octubre de 1869)
- Raj Sahib MANSINHJI II RANMALSINHJI 1869-1900 (fill)
- Raj Sahib Sir AJITSINHJI JASHWANTSINHJI 1900-1911 (+ 8 de febrer de 1911)
- Maharana Shri Maharaja Shri Raj Sir GHANSHYAMSINHJI AJITSINHJI Sahib Bahadur 1911-1942 (+ 4 de febrer de 1942)
- Maharana Maharaja Shri Raj MAYURDHWAJSINHJI MEGHRAJJI III GHANSHYAMSINHJI Sahib 1942-1949